# Zaire (provins)

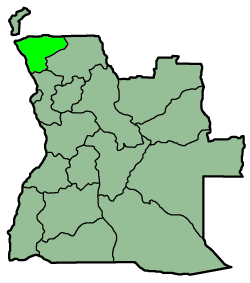
Detaljkarta

Zaire är en provins i nordvästra Angola med en yta på 40 130 km² och omkring 600 000 invånare. Delstatens huvudstad är M'Banza Kongo.